# مريم إبراهيمي
مريم إبراهيمي هي صانعة أفلام وثائقية إيرانية، ولدت في 28 مايو 1976 في طهران في إيران.

## وصلات خارجية
- مريم إبراهيمي على موقع IMDb (الإنجليزية)
- مريم إبراهيمي على موقع قاعدة بيانات الفيلم (الإنجليزية)